# رود پوروس
رود پوروس رودی است که به رود سولیموئس می‌ریزد. این رود از کشور برزیل می‌گذرد.